# Risottiera

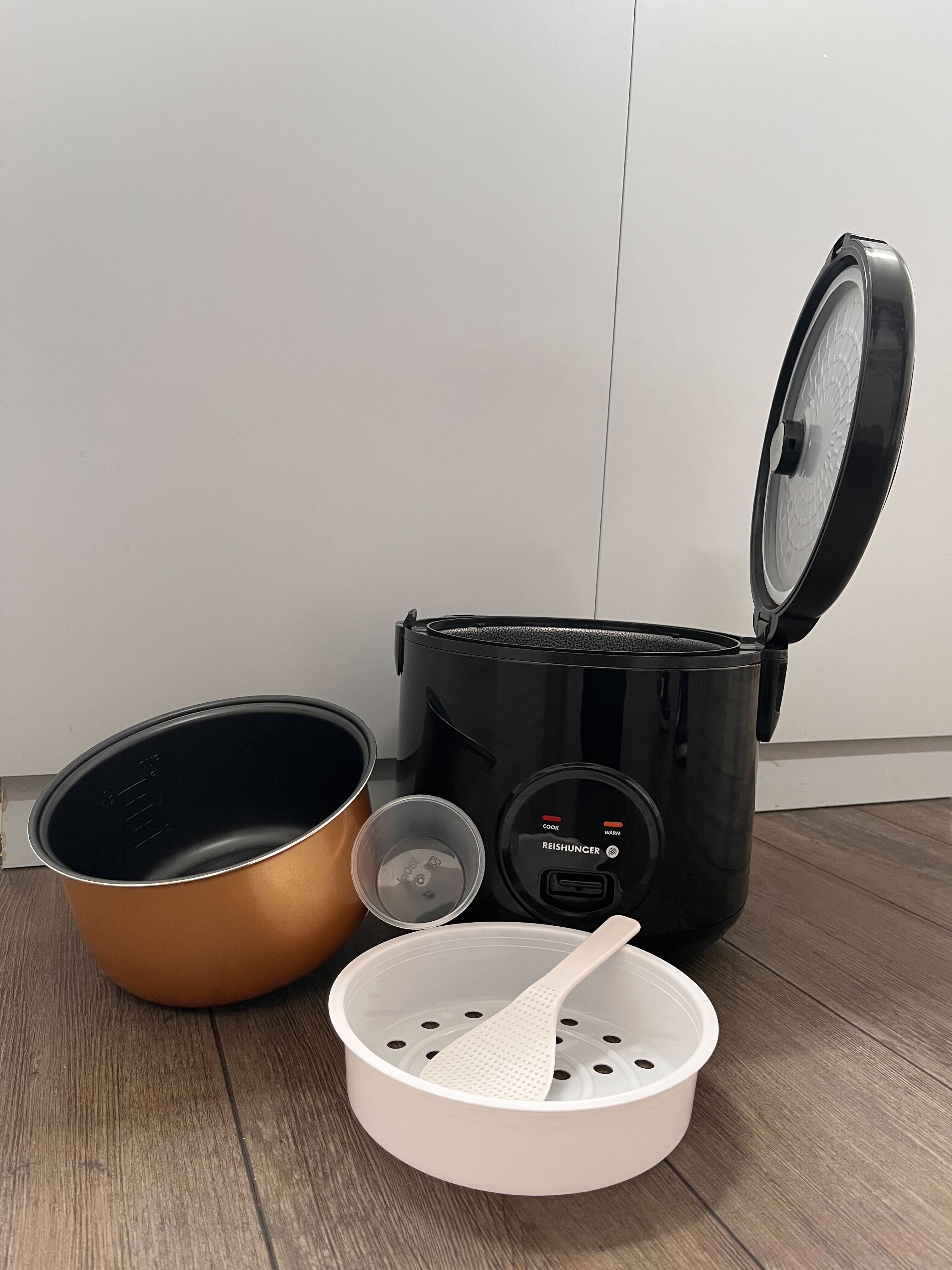
Risottiera aperta moderna composta da pentola interna, vaporiera, misurino e cucchiaio

La risottiera o cuociriso  (炊飯器?) è un elettrodomestico finalizzato alla cottura del riso bollito o al vapore. Trattasi di un recipiente a guisa di pentola al quale sono connessi un elemento riscaldante e un termostato; una volta riempita di riso e acqua, la risottiera viene messa in funzione e si spegne a cottura ultimata.

## Storia

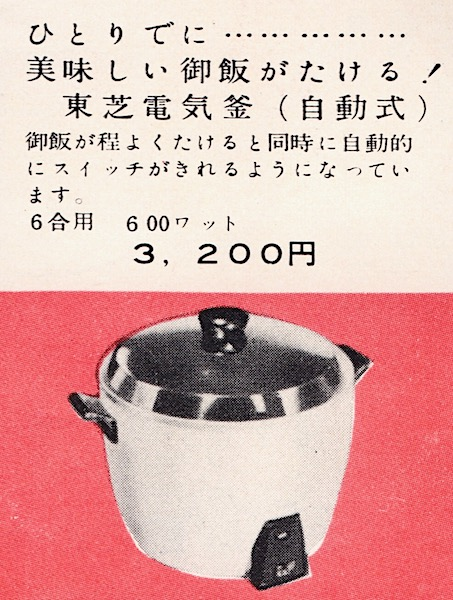
Pubblicità del 1956 della Toshiba

Il primo modello di risottiera venne inaugurato dalla Mitsubishi Electric nel 1923. Nonostante ciò, dal momento che l'elettricità era meno diffusa rispetto al giorno d'oggi, tale apparecchio era adottato esclusivamente nelle imbarcazioni. Tra gli anni quaranta e cinquanta, le aziende Mitsubishi Electric, Matsushita Electric (l'odierna Panasonic) e Sony lanciarono nuovi modelli che però ottennero scarsi riscontri di vendite e vennero accolti negativamente dai loro acquirenti.
La prima risottiera automatica casalinga, la ER-4 della Toshiba, venne sviluppata da Shogo Yamada dal 1951 al 1955 e introdotta sul mercato il 10 dicembre 1955 (secondo altre fonti l'anno successivo). A differenza degli apparecchi precedenti, la risottiera di Yamada era dotata di un rivoluzionario sistema a due scomparti, uno fatto per contenere riso e l'altro destinato a contenere acqua. Quando questa evaporava e il dispositivo raggiungeva la temperatura ideale il termostato si spegneva, impedendo al riso di bruciare oppure di non cuocere sufficientemente. Inizialmente furono prodotte solamente 700 unità ed ebbero scarso successo al quale contribuì il prezzo molto alto di 3.200 yen (corrispondente al salario mensile medio di uno studente universitario). Tuttavia, una campagna di marketing dell'azienda contribuì enormemente alla loro diffusione.
Nel 1956 la Matsushita Electric lanciò la ER-4, una risottiera automatica più economica della EC-36 che fece nascere una concorrenza tra la Matsushita Electric e la Toshiba.
Nel 1960 circa metà delle famiglie giapponesi disponevano di una risottiera automatica. L'apparecchio si diffuse in altre parti del mondo e, grazie alla sua praticità, semplificò le faccende domestiche di molte casalinghe.
Nel 1972 fu introdotta una risottiera con funzione di mantenimento del calore e nel 1979 una cuociriso elettronica dotata di un microcomputer. Nel 1988 furono introdotte le cuociriso con riscaldamento a induzione elettromagnetica.